# ژئوورسه
ژئوورسه (به فرانسوی: Géovreisset) یک کمون در فرانسه است که در Canton of Oyonnax-Sud واقع شده‌است.

## خصوصیات
ژئوورسه ۳٫۴۹ کیلومترمربع مساحت و ۹۰۴ نفر جمعیت دارد و ۶۵۰ متر بالاتر از سطح دریا واقع شده‌است.